# دورة كربونات-سيليكات الجيوكيميائية

دورة كربونات-سيليكات الجيوكيميائية (والتي تعرف أيضاً باسم دورة الكربون اللاعضوية) هي دورة حيوية جيولوجية كيميائية تصف التحول طويل الأمد لصخور السيليكات إلى صخور الكربونات نتيجة لمجموعة من العمليات الطبيعية تتضمن التجوية والترسيب والتحول والبركانية.
يحدث في هذه الدورة انتقال لغاز ثنائي أكسيد الكربون بين الغلاف الجوي والغلاف الصخري عبر الغلاف المائي. الخطوة الأولى تتم عبر عمليات التجوية، والتي ترتبط لعدة عوامل منها تغيرات مستوى سطح البحر وتضاريس الأرض وخصائص الصخور والغطاء النباتي.

## وصف الدورة
في هذه الدورة تتعرض الصخور الحاوية على الكالسيوم مثل الولاستونيت (CaSiO3، شكل من سيليكات الكالسيوم) إلى عمليات تجوية من حمض الكربونيك (المتشكل من غاز ثنائي أكسيد الكربون CO2 والماء H2O):
{\displaystyle 2CO_{2}+H_{2}O+CaSiO_{3}\rightarrow Ca^{2+}+2HCO_{3}^{-}+SiO_{2}}
بذلك تتحرر أيونات الكالسيوم 2+Ca إلى المسطحات المائية؛ إلى أن تنتقل إلى المحيطات، حيث تتفاعل هناك مع أيونات البيكربونات، إحدى مكونات الكربون اللاعضوية المنحلة، ليتشكل الحجر الجيري (كربونات الكالسيوم CaCO3)، والذي يترسب بدوره في القيعان لتتشكل طبقة رسوبية جديدة:
{\displaystyle Ca^{2+}+2HCO_{3}^{-}\rightarrow CaCO_{3}+CO_{2}+H_{2}O}
بسبب pH مياه البحر ضعيف القلوية يتحول غاز CO2 عائداً إلى البيكربونات.
بالتالي فإن المحصلة الإجمالية للتفاعلات هي انتقال جزيء واحد من CO2 من المحيطات/الغلاف الجوي إلى غلاف الأرض الصخري؛ بعبارة أخرى فإن كل تحرر لأيون كالسيوم Ca2+ من عملية تجوية يوافق بالنهاية إزالة جزيء واحد من CO2 من الأنظمة والأغلفة السطحية (الغلاف الجوي والمائي) وتخزينه على شكل صخور كربونات رسوبية، الأمر الذي له كبير الأثر على المناخ على المدى الطويل.
تنغلق الدورة عندما تحدث عملية حركة للصفيحات التكتونية في قيعان المحيطات، حيث تدفن ترسبات الكربونات إلى طبقات أعمق وتحدث تحولات جيولوجية بطيئى تتضمن إحداها تفاعل تغير الشكل مع ثنائي أكسيد السيليكون SiO2 ليعود تشكل صخور السيليكات مجدداً.
{\displaystyle CaCO_{3}+SiO_{2}\rightarrow CaSiO_{3}+CO_{2}}